# Idiofa
Idiofa – miasto w Demokratycznej Republice Konga. Liczy ponad 50 tys. mieszkańców. Drugie pod względem wielkości miasto w prowincji Kwilu.
Większość mieszkańców miasta stanowi plemię Bunda.